# 화양면 (서천군)
화양면(華陽面)은 대한민국 충청남도 서천군의 면이다.

## 개요
달성군 금강변에 위치한다. 서천군 마서면, 기산면, 한산면과 경계를 이루고 있고, 금강을 사이에 두고 전라북도 군산시와 도계를 이루고 있다. 금강 변의 넓은 황금벌판 덕분에 주민들 대부분이 벼농사에 종사하고 있는 전통적인 농촌 지역이다. 주요 생산물로는 금강하구 충적토의 영향을 받아 최고의 미질을 자랑하는, 서천 냉각 쌀의 주요 공급원 역할을 하고 있는 친환경 화양쌀이 있으며, 특산품으로는 한산세모시, 양송이버섯 등이 있다. 겨울철에는 갈대와 철새 군무가 장관을 이루고 있다.

## 행정 구역
- 고마리(叩馬里)
- 금당리(琴堂里)
- 기복리(箕福里)
- 남성리(南星里)
- 대등리(大等里)
- 대하리(大下里)
- 망월리(望月里)
- 보현리(保縣里)
- 봉명리(鳳鳴里)
- 옥포리(玉浦里): 행정복지센터 소재지
- 와초리(瓦草里)
- 완포리(完浦里)
- 월산리(月山里)
- 장상리(長上里)
- 죽산리(竹山里)
- 창외리(昌外里)
- 추동리(楸洞里)
- 화촌리(花村里)
- 활동리(活洞里)